# 片岡秀太郎 (2代目)
二代目 片岡 秀太郎（にだいめ かたおか ひでたろう、1941年（昭和16年）9月13日 - 2021年（令和3年）5月23日）は、俳優、歌舞伎役者。屋号は松嶋屋。定紋は七つ割り丸に二引、替紋は追っかけ五枚銀杏。重要無形文化財「歌舞伎脇役」の保持者として各個認定（いわゆる人間国宝）。本名は片岡 彦人（かたおか よしひと）。同志社香里高等学校卒業。

## 来歴・人物
大阪府吹田市生まれ。十三代目片岡仁左衛門の次男。1946年（昭和21年）10月京都南座で『吉田屋』の禿役で本名の片岡彦人で初舞台。1956年（昭和31年）3月大阪歌舞伎座の『河内山』の浪路で二代目片岡秀太郎を襲名。上方色の濃い柔らか味の有る女形として活躍。女形では、『道明寺』の立田、『輝虎配膳』のお勝などの時代物、『心中天網島・河庄』の小春、『封印切』の梅川、『雁のたより』のお玉などの上方世話物のほか『加鳶鳶』のお兼、『文七元結』の女房などの江戸の生世話物もこなし、『仮名手本忠臣蔵』の力弥、『車引』の桜丸などの若衆役も得意とする。古風な女形を演じて秀逸との評価が高い。女優の高田美和と結婚したが離婚、後に再婚し2人の女児を授かる。兄が五代目片岡我當。弟が十五代目片岡仁左衛門。養子に六代目片岡愛之助がいる。関西歌舞伎塾の講師としての人材育成にも努め、父十三代目仁左衛門の遺志を継承して上方歌舞伎の復興に尽くした。
2021年5月23日午後0時55分、慢性閉塞性肺疾患のため、大阪府吹田市千里山の自宅で死去。79歳没。
最後の舞台は、2020年12月京都南座『一谷嫩軍記 熊谷陣屋』の経盛室藤の方だった。

## 主な出演作品

### テレビドラマ
- 女系家族（1975年、MBS）
- 花くれない (1976年、NHK大阪)
- 翔んでますえ（1979年、YTV）
- 大河ドラマ（NHK）
  - 太閤記（1965年）- 明智光春 役
  - 獅子の時代（1980年）- 松平容保 役
- 斬り捨て御免! 第1シリーズ 第20話 「奈落の底に潜む謎」(1980年、12ch)  - 瀬川菊之助 役
- 必殺仕舞人 第12話 「おちゃれ節騙した男へ波しぶき -紀伊-」（1981年4月24日、ABC）- 尾上鶴之丞 役
- 花王愛の劇場 / 女橋（1983年、TBS）- 谷口草香 役
- おさんの恋（1985年10月12日、NHK） - 政之助 役
- 土曜ワイド劇場 / 京都鞍馬殺人事件（1986年、ANB）
- 月曜ゴールデン / 十津川警部シリーズ（渡瀬恒彦版）40「生命〜ベールに包まれた誕生の秘密〜」（2008年10月13日、TBS）- 歌舞伎役者・市川巳之助 役

## 著作
- 片岡秀太郎(著)、坂東亜矢子(構成)『上方のをんな：女方の歌舞伎譚』アールズ出版、2011年12月。ISBN 978-4-86204-212-5。